# Varig
A VARIG (Empresa de Viação Aérea Rio Grandense, vagyis Rio Grande-i légi szállítási vállalkozás) Brazília első légitársasága volt. Több évtizeden keresztül nemzeti légitársaság szerepét töltötte be; az országban a legnagyobb volt, és egy időben az egyetlen, amely nemzetközi járatokat üzemeltetett. 2005-ben fizetésképtelen lett; újraszervezés eredményeként két részre szakadt; az egyik beleolvadt a Golba, a másik pedig hamarosan megszűnt.

## Története
Otto Ernst Meyer Labastille német bevándorló alapította, aki az első világháború alatt a porosz-német légierőnél volt pilóta. 1921-ben Brazíliába emigrált, mivel egy recifei cégnél kapott állást. Először Recifében, majd Rio de Janeiroban próbált légitársaságot alapítani, de végül csak Porto Alegreben kapta meg a szükséges támogatást. 1926-ban Németországban a Condor Syndikat kereskedelmi vállalattal tárgyalt, és elérte, hogy egy repülőgépet (9 személyes Dornier Wal repülő csónak) és személyzetet biztosítsanak az új légitársaság számára. 1927. május 7-én  hivatalosan is megalakult a VARIG; első menetrendszerű járatuk a Lagoa dos Patos fölött megtett Porto Alegre–Pelotas–Rio Grande út volt (Linha da Lagoa). Az év végére már négy repülőgépük volt.
1930-ban a Condor Syndikat visszavonult és a gépeket vissza kellett szolgáltassák, ezért a VARIG segítséget kért Rio Grande do Sul kormányától. Junkers repülőgépeket szerzett és a városokban repülőtereket épített, járatai pedig hamarosan az egész államot behálózták. A második világháború beköszöntével a német gépek alkatrész-utánpótlása elakadt, Otto Meyer pedig visszavonult; utódja Ruben Berta lett, a VARIG pedig de Havilland és Lockheed gépeket vásárolt, melyekkel nemzetközi utakat is indítottak (az első ilyen a Porto Alegre–Montevideo járat volt). A háború végeztével számos DC–3 géphez jutottak hozzá, melyek sokáig a társaság gerincét alkották, és mind több járatot indítottak a szomszédos államokba is (egészen Rio de Janeiroig és São Pauloig).
Az 1950-es években bázisrepterüket áthelyezték Rio de Janeiroba. 1952-ben az Aero Gal felvásárlásával kiterjesztették működésüket az ország északkeleti részére, 1953-ban pedig elindították második nemzetközi járatukat (Buenos Airesbe). A következő években Lockheed Constellation és Convair CV–240 gépeket vásároltak, 1955-ben járatot indítottak New Yorkba, az utasokat pedig fényűző körülmények között szállították. A jet korszak beköszöntével a VARIG megrendelte első Caravelle és Boeing 707 gépeit. 1961-ben felvásárolta konkurensét, a brazil Real-Aerovias-Nacional konzorciumot, ezzel igen erős lett, viszont a változatos, géptípusok tucatjait számláló flottát nehéz volt karbantartani. Az 1960-as években tovább fejlődött, új sugárhajtású gépeket vett, számos észak- és dél-amerikai városba indított járatokat, hamarosan pedig Európa és a Közel-Kelet nagyvárosaiba is, 1968-ban pedig Tokióba, így a legnagyobb latin-amerikai légitársaságként tartották számon.
Az 1970-es éveket a VARIG aranykoraként említik. Régi gépeiket lecserélték, a belföldi járatok legtöbbjén is modern sugárhajtású gépeket kezdtek üzemeltetni (727, 737), és megérkeztek az első szélestörzsű repülőgépek (DC10). Az 1973-as olajválság azonban negatívan érintette a közlekedést, a VARIG pedig flottájának közel feléről lemondott. Az 1970-es évek végén a VARIG volt az Egyesült Államokon kívül a legnagyobb magáncég, a világ nyolcadik legnagyobb légitársasága ami a szállított terhet illeti, és tizennegyedik legnagyobb ami a járatok hosszúságát illeti.
A következő évtizedekben a légitársaság tovább fejlődött; új gépeket vettek (A300, 737, 747, 767, MD11), új járatokat indítottak (az 1980-as években 42 nemzetközi célállomása volt 33 országban), São Paulo pedig új bázisreptér lett, ahova működésük nagy részét áthelyezték. Az 1990-es években a dereguláció következményeként számos konkurens társaság jelent meg, a VARIG így több veszteségessé vált járatot megszüntetett és több gépet visszavont. A 2000-es években folytatódott a flotta modernizációja (757, 777), a társaságot átszervezték, azonban a 2001-es amerikai terrortámadások következményeként sok más légitársasághoz hasonlóan nehéz pénzügyi helyzetbe került és 2005-ben fizetésképtelen lett. Egyes leányvállalatait eladta, azonban ez csak ideig-óráig orvosolta a problémákat, járatai egymás után szűntek meg. 2006 júliusában két részre szakadt, amelyeket elárvereztek; az egyiket felvásárolta a Gol Linhas Aéreas Inteligentes, a másikból lett a FLEX charter társaság (mely hamarosan megszűnt).

## Légi balesetek
Az Aviation Safety Network adatbázisa 44 repülőeseményt rögzít, ezek közül 19 volt halálos áldozatokat követelő légikatasztrófa.